# Obernholz
Obernholz là một đô thị thuộc the huyện Gifhorn, trong bang Niedersachsen, Đức. Đô thị này có diện tích 37,82 km².
{{coord|52|45|N|10|37|E|display=title|region:DE_type:city_source:GNS-enwiki